# Kelvinova–Helmholtzova nestabilita
Kelvinova–Helmholtzova nestabilita je klasický příklad nestabilního chování kapaliny, který se objevuje u pohybujících se vrstev různých tekutin. Spolu s Rayleighovou–Taylorovou nestabilitou patří mezi základní hydrodynamické nestability. Jev byl poprvé popsán v roce 1868, kdy byl zkoumám německým fyzikem Hermannem von Helmholtzem. V praxi může být pozorován v podobě tzv. Kelvinových–Helmholtzových oblaků (v typickém tvaru vlny nebo kadeře), které vznikají v místech setkání vzduchu s různou rychlostí proudění nebo hustotou vzduchu, případně u mořského pobřeží.

## Fyzikální princip

Schematický náčrtek Kelvinovy–Helmholtzovy nestability

Mechanizmus je následující: rozhraní mezi dvěma zónami pohybujícími se různou rychlostí se může vlivem náhodné poruchy vychýlit na jednu stranu. V případě podzvukového proudění je tekutina na této straně lokálně urychlena (kvůli rovnici kontinuity), čímž se sníží lokální statický tlak jako důsledek Bernoulliova principu, že součet kinetické, tlakové a potenciální energie je po proudnici konstantní. Lokální snížení statického tlaku dá vznik síle, která dále rozhraní vychyluje stejným směrem, jedná se tedy o problém s kladnou zpětnou vazbou.
Tato nestabilita vede k turbulizaci smykových oblastí. Navíc podporuje fraktální charakter turbulence tím, že už vytvořené víry opět obsahují smykové oblasti na rozhraní jádra a obálky, které opět mohou podléhat Kelvinově–Helmholtzově nestabilitě.
Tato nestabilita není nestabilní při nadzvukovém proudění, neboť lokální zúžení vede u nadzvukového proudění ke zpomalení rychlosti (a zvýšení hustoty, jelikož zákon zachování hmoty stále platí). Zpomalení rychlosti zvýší statický tlak a síla vrátí rozhraní do co nejrovnější podoby.